# Kakukkfűolaj

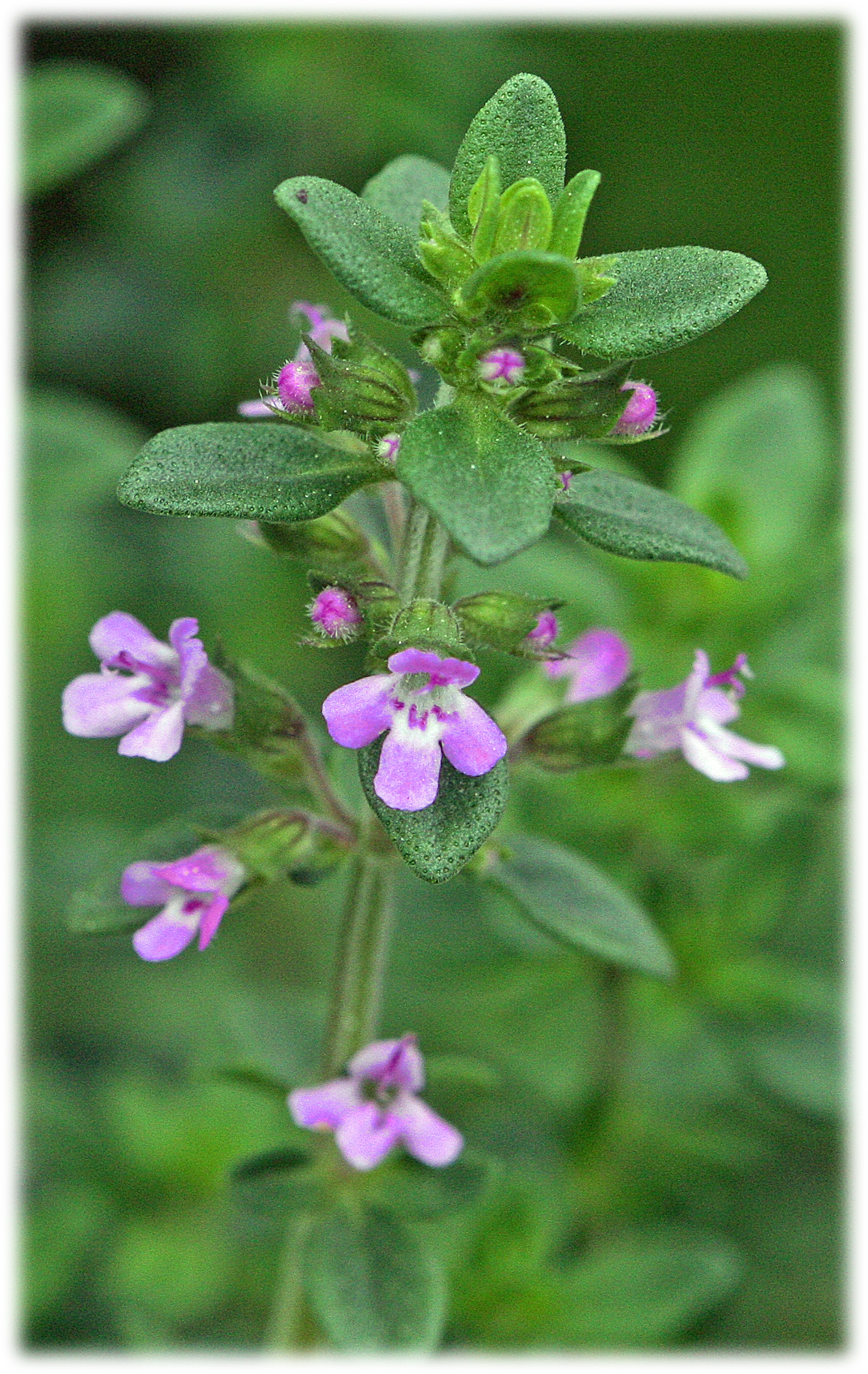
A Thymus vulgaris magas olajtartalmú, desztillálásra alkalmas, fiatal hajtása

A kakukkfűolaj a közönséges, kerti vagy orvosi kakukkfűből (Thymus vulgaris), illetve a spanyol kakukkfűből (Thymus zygis) kivont illóolaj. A VIII. Magyar Gyógyszerkönyvben  Thymi aetheroleum    néven hivatalos.  

A növény föld feletti részeiből származó illóolaj legfontosabb összetevői az erőteljes fertőtlenítő hatású timol és a karvakrol. A timolon kívül p-cimént, γ-terpinént és linaloolt is tartalmaz. A kakukkfű a legtöbb illóolajat napfényes időben, virágzás alkalmával halmozza fel.
Egyéb, Thymus nemzetségbe tartozó fajokból is nyernek ki olajokat, pl. keskenylevelű kakukkfűből (Thymus serpyllum, elavult nevén mezei kakukkfű, olaja: Oleum serpylli), hegyi kakukkfűből (Thymus pulegioides, olaja: Thymus pulegioides aetheroleum), masztix kakukkfűből (Thymus mastichina, olaja: spanyolmajoránna-olaj).

## Tulajdonságai
Áttetsző, sárga, vagy barnába hajló sötétvörös színű folyadék. Vízmentes etanollal és könnyű petróleummal elegyedik.

## Összetétele
A Thymus nemzetségbe tartozó fajokból kinyert illóolajok összetétele jelentősen eltérő lehet, de akár egy-egy fajon belül is nagy különbségek mutatkozhatnak kemotípustól függően.
A Thymus nemzetség 162 taxonjából kinyert illóolajokban összesen kb. 360 összetevőt azonosítottak. Ezek 75%-a a terpének, 17%-a az alifás vegyületek, 6%-a a benzolszármazékok, 2%-a pedig a fenilpropanoidok csoportjába sorolható. Az olajok legalább 10%-át kitevő mennyiségben jelen lévő összetevők közül a timol, a karvakrol, a linalool és a p-cimén (más néven p-cimol) a leggyakrabban előforduló vegyület a különböző Thymus fajok között.
Egy másik forrás gyakoriság helyett a Thymus vulgaris illóolajának százakékos összetételét határozta meg hat különböző kutatás eredményeit összegezve. Ennek alapján a növényből nyert illóolaj főként timolt (10–64%), karvakrolt (2–11%), γ-terpinént (2–31%) és β-cimént (10–56%) tartalmaz.
Az Európai Gyógyszerkönyv (melyhez a Magyar Gyógyszerkönyv is igazodik) 10. kiadása szerint a kakukkfűolaj a Thymus vulgaris és Thymus zygis fajok egyikéből, vagy mindkét fajból vegyesen származik. E definíció szerint gőzdesztillációval, a növény virágos részéből nyerik az illóolajat, mely termék 37–55%-os timol és 0,5–5,5%-os karvakrol koncentrációval rendelkezik.
Hogy megállapítható legyen az olajok tisztasága, különböző szervezetek nemzetközileg elfogadott követelményeket dolgoztak ki a kereskedelmileg fontos Thymus fajok (T. vulgaris, T. zygis, T. capitatus, T. mastichina) olajaival kapcsolatban. Ennek azért is lehet jelentősége, mert a kakukkfűolajat különböző eljárásokkal és vegyületek felhasználásával hamisítják is. Az egyre fejlődő technológia és vizsgálati módszerek miatt ezek a hamisítványok viszonylag könnyen kiszűrhetők, ha próbára kerül sor.

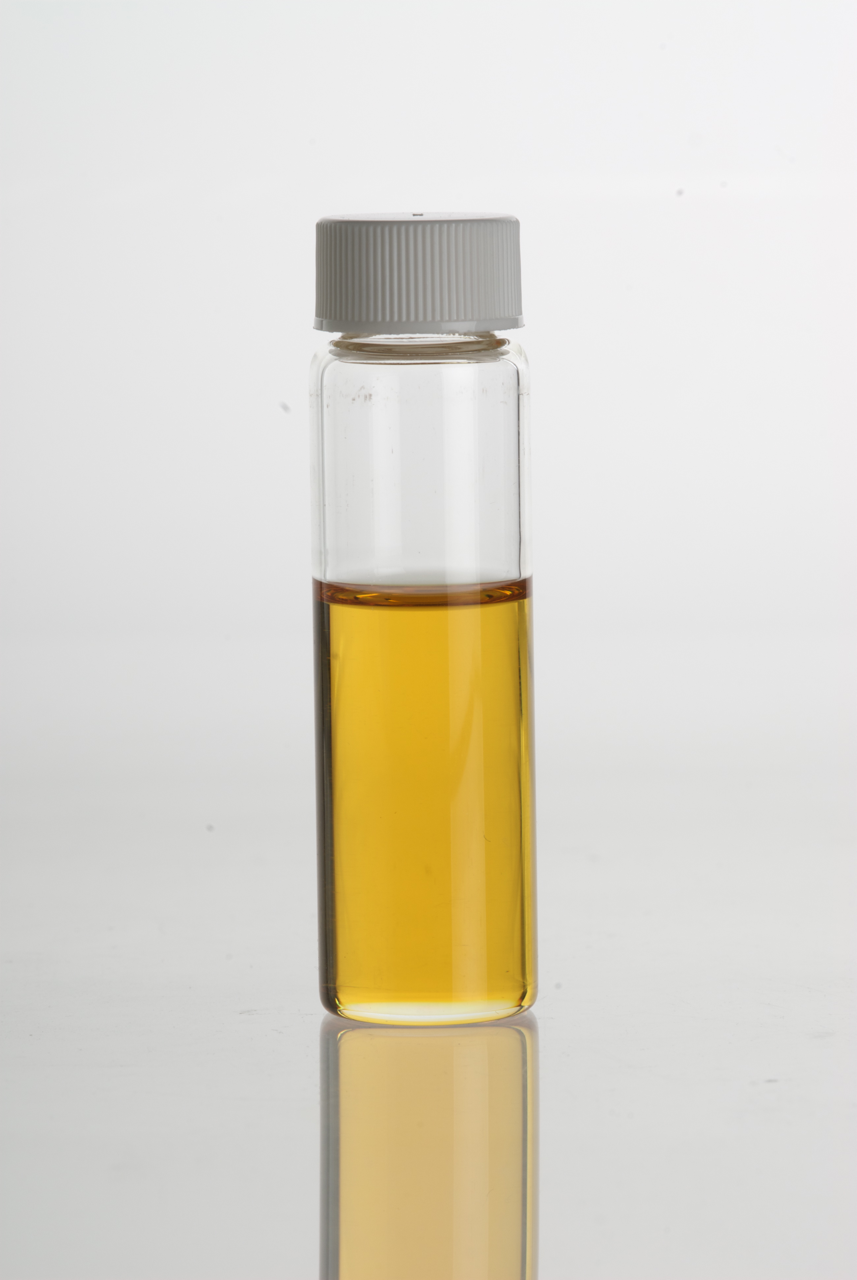
Kakukkfűolaj

## Felhasználása
Az ókorban holttestek bebalzsamozására is alkalmazták. Sokáig a népi gyógyászatban használták különböző betegségek, tünetek, sérülések kezelésére, pl. horzsolás, fekély, tályog, dermatitisz (bőrgyulladás), bőrviszketés, légúti megbetegedések, hörghurut, parazitafertőzés.
Felhasználják a gyógyászatban, az élelmiszer- és az illatszeriparban, valamint fertőtlenítő célú és aromaterápiás alkalmazása is ismert.
Édesnarancsolajjal kombinálva pácolt csirkehús minőségének javítására is használják.

## Farmakológiai hatásai
A kakukkfűolajnak régebben sok olyan gyógyhatást is tulajdonítottak, amelyek valódiságát nem sikerült bizonyítani. Az olaj hatásait elemző vizsgálatok jó része régi és elavult, nem felel meg a modern követelményeknek.
A mai gyógyászatban köhögéssel járó megfázás esetén használják köptetőként, illetve a fogászatban fertőtlenítőként. Ritka esetekben, illetve nagyobb adagokat alkalmazva allergiás reakciót válthat ki, bőrkiütést, hörgőgörcsöt, asztmás rohamot, anafilaxiás sokkot okozva. Emiatt az illóolaj kerülendő azok számára, akik allergiások a kakukkfűre, vagy egyéb, Lamiaceae családba tartozó növényre. Magas koncentrációban citotoxikus (sejtméreg jellegű) hatása van, és a bélsejteket is károsíthatja szájon át alkalmazva. Azonban nem mutattak ki toxicitást általánosan használt adagolás esetén, emiatt biztonságos drognak tekinthető.
Alkalmazása egészségügyi veszélyt jelenthet epilepszia, terhesség, magas vérnyomás esetén, illetve 5 éves kor alatt.
Laboratóriumi körülmények között baktériumellenes, vírusellenes, gombaellenes, antioxidáns, gyulladáscsökkentő, simaizomgörcs-oldó hatását is kimutatták. A kakukkfű illóolajának antimikrobiális hatása függ az olaj százalékos összetételétől; azok az olajok rendelkeznek a legerősebb mikrobaellenes tulajdonságokkal, amelyekben a fenolos monoterpének (főleg timol) aránya magas.

### Légúti hatásmechanizmus
Klinikai gyakorlatban a kakukkfűolajat legtöbbször köptetőként (expektoránsként) alkalmazzák. Farmakológiai szempontból a kakukkfűolaj – az expektoránsokon belül – az úgynevezett szekretorikumok közé tartozik. Ezek a szerek a légutak nyálkahártyáján folyamatosan képződő váladék (mucus, ejtsd: mukusz) termelését fokozzák azáltal, hogy az ott elhelyezkedő, elválasztást (szekréciót) szabályozó receptorokat izgatják. Ennek jelentősége akkor van, amikor a légúti fertőzések során gyulladt, beteg nyálkahártya kiszárad, és emiatt létrejön az úgynevezett száraz köhögés. Az illóolaj a receptorok izgatásával a váladéktermelést fokozza, így a nyálkahártya fedettsége nő, fertőzhetősége csökken. 
A légúti betegségek másik, gyakran előforduló problémája a légutakban besűrűsödő és letapadó, nehezen felköhöghető váladék, amely könnyen befertőződhet, ezért annak fellazítása és könnyed felköhögtetése terápiás cél. A kakukkfűolaj hatására a letapadt váladék alatt nagy víztartalmú, híg szekrétum termelődik, amely segít a besűrűsödött váladék fellazításában és felköhögésében. A kakukkfűolaj az elválasztást fokozó hatáson túl a nyálkahártya felületén elhelyezkedő csillószőrök mozgását, aktivitását is fokozza, ezzel gátolva a további letapadást. A kakukkfűolajat lehet alkalmazni orálisan – mely során az olaj a tápcsatornába jut – és inhalálva.
A tápcsatornából felszívódva az olaj a keringésbe kerül, majd egy kis része a tüdő hörgőiben (más néven bronchusok) választódik ki, és ott közvetlenül izgatja a váladéktermelésért felelős receptorokat. Az olaj légutakba juttatásának másik módja az inhalálás, melynek segítségével az olaj gőzeit közvetlenül a hörgőkbe lehet juttatni, és ezzel a fentiekben ismertetett hatást elérni.